# Matovce
Matovce este o comună slovacă, aflată în districtul Svidník din regiunea Prešov. Localitatea se află la altitudinea de 196 m deasupra n.m., se întinde pe o suprafață de 3,99 km2 și în 2017 număra 124 de locuitori.

## Istoric
Localitatea Matovce este atestată documentar din 1423.

## Demografie
| An:                | 1994 | 2004   | 2014   | 2024   |
| ------------------ | ---- | ------ | ------ | ------ |
| Număr de persoane: | 144  | 133    | 128    | 119    |
| Diferență:         |      | −7,63% | −3,75% | −7,03% |

| An:                | 2023 | 2024 |
| ------------------ | ---- | ---- |
| Număr de persoane: | 119  | 119  |
| Diferență:         |      | +0%  |